# Ermita del Calvari de Figueroles
L'ermita del Calvari de Figueroles és un lloc de culte situat als afores del nucli poblacional de Figueroles, en el conegut com a Camí del Calvari. Juntament amb el calvari forma un conjunt bon estat de conservació.
L'ermita està catalogada com a Bé de Rellevància Local, segons la Disposició Addicional Cinquena de la Llei 5/2007, de 9 de febrer, de la Generalitat, de modificació de la Llei 4/1998, d'11 de juny, del Patrimoni Cultural Valencià (DOCV Núm. 5.449 / 13/02/2007), presentant com a códig identificatiu el 12.04.060-002.

## Descripció històrica-artística
El calvari, constituït per les catorze estacions que conformen el Viacrucis, data de finals del segle xvii i principis del xviii, encara que posteriorment ja entrat el segle xix (en la segona meitat), va ser objecte d'una considerable reforma.
Tant el calvari com l'ermita, així com el recinte del cementiri, es troben dins d'un recinte tancat per una tanca de maçoneria, amb porta de forja en un dels costats.
El calvari està compost per catorze casalicis en els quals es pot veure la corresponent estació del viacrucis representada en ceràmica, destacant els dos últims casalicis, corresponents a la desena tercera i catorzena estació respectivament que es van construir unides a la façana de l'ermita.
Per la seva banda l'ermita és un edifici de reduïdes dimensions i parets blanques i llises, de planta quadrangular i teulada piramidal. La façana principal presenta com a únics adornaments destacables, els esmentats casalicis de les últimes estacions del viacrucis, amb dos fanals sobre ells a certa altura. Entre ambdues estacions s'obre la porta d'accés al temple, mitjançant una porta amb llinda, de dues fulles, les quals disposen de sengles espiells per contemplar el Crist quan està tancada. Sobre la porta dos quadres ceràmics, un amb la llegenda “HERMITA DEL S.to CRISTO DEL CALVARIO”, i una altra amb una representació de la crucifixió.
A l'interior de l'ermita es pot contemplar una talla de Crist, rèplica de l'escultura de finals del segle xvii, construïda en els anys 40 per José María Ponsada, en haver-se produït la destrucció de l'original durant el conflicte bèl·lic del 36.
La festa del Santíssim Crist del Calvari se celebra a Figueroles, des de finals del segle xvii, quan es va procedir a la construcció de l'ermita i la talla de la figura del Crist, el dilluns següent al diumenge de Pentecosta. Per celebrar-la s'adornen els carrers del poble i les veïnes pinten i fan les labors de manteniment del calvari i de la seva ermita. Entre els actes festius pot destacar-se la processó del Crist del Calvari pels carrers del municipi, representacions teatrals, actuacions de bandes musiclaes, etc.